# Ngày lễ Thánh Stephen ở Hungary
Ngày Thánh Stephen (Tiếng Anh: Saint Stephen Day) được tổ chức ở Hungary vào ngày 20 tháng 8 hàng năm. Đây là ngày lễ chính thức của nước Hungary. Ngày Thánh Stephen có thể được gọi là "ngày của bánh mì mới" vì truyền thống cắt bánh mì vào ngày này để kỷ niệm mùa gặt đến. Ngoài ra, ngày lễ còn có các tên gọi khác như Ngày tặng quà hoặc Ngày hiến pháp.

## Lịch sử

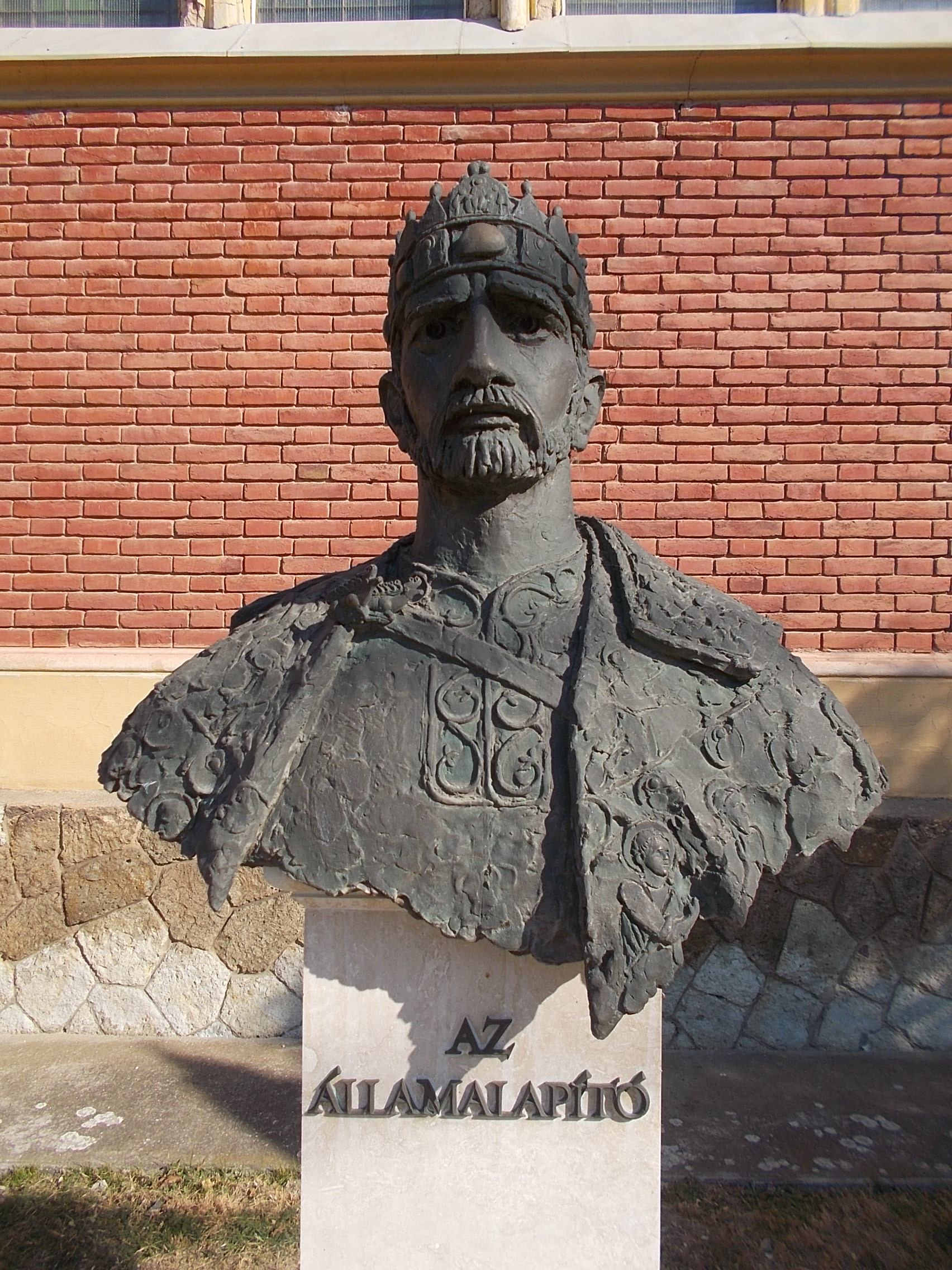
Tượng thánh Stephan của Hungary

Ngày lễ này ở Hungary được tổ chức để vinh danh Vua Stephen I của Hungary, người đã thống nhất đất nước theo Ki-tô Giáo vào năm 1000 sau Công nguyên và được phong thánh vào năm 1083 vì những cống hiến to lớn của ông cho Giáo Hội. Vào ngày 20 tháng 8 tưởng nhớ thánh tích của thánh Stephen được chuyển đến Buda (nay là một phần của Budapest).
Năm 1687, lễ Thánh Stephen trở thành ngày quốc khánh của Hungary. Ngày 20 tháng 8 là một ngày lễ quốc gia kể từ năm 1771 khi Nữ hoàng Maria Theresia thay đổi ngày lễ từ một ngày lễ mang tính tôn giáo thành một ngày lễ quốc gia chính thức.
Vào năm 1949, nhà nước Hungary  đã ban hành một hiến pháp mới vào ngày đó với mục đích biến ngày lễ từ nguồn gốc của Ki-tô Giáo thành một ngày lễ mang tính chất chính trị, và họ đã đổi tên thành Ngày Hiến pháp. Tuy nhiên, sau đó ngày lễ một lần nữa được tổ chức thành Ngày Thánh Stephen.

## Diễu hành, nghi thức và lễ hội

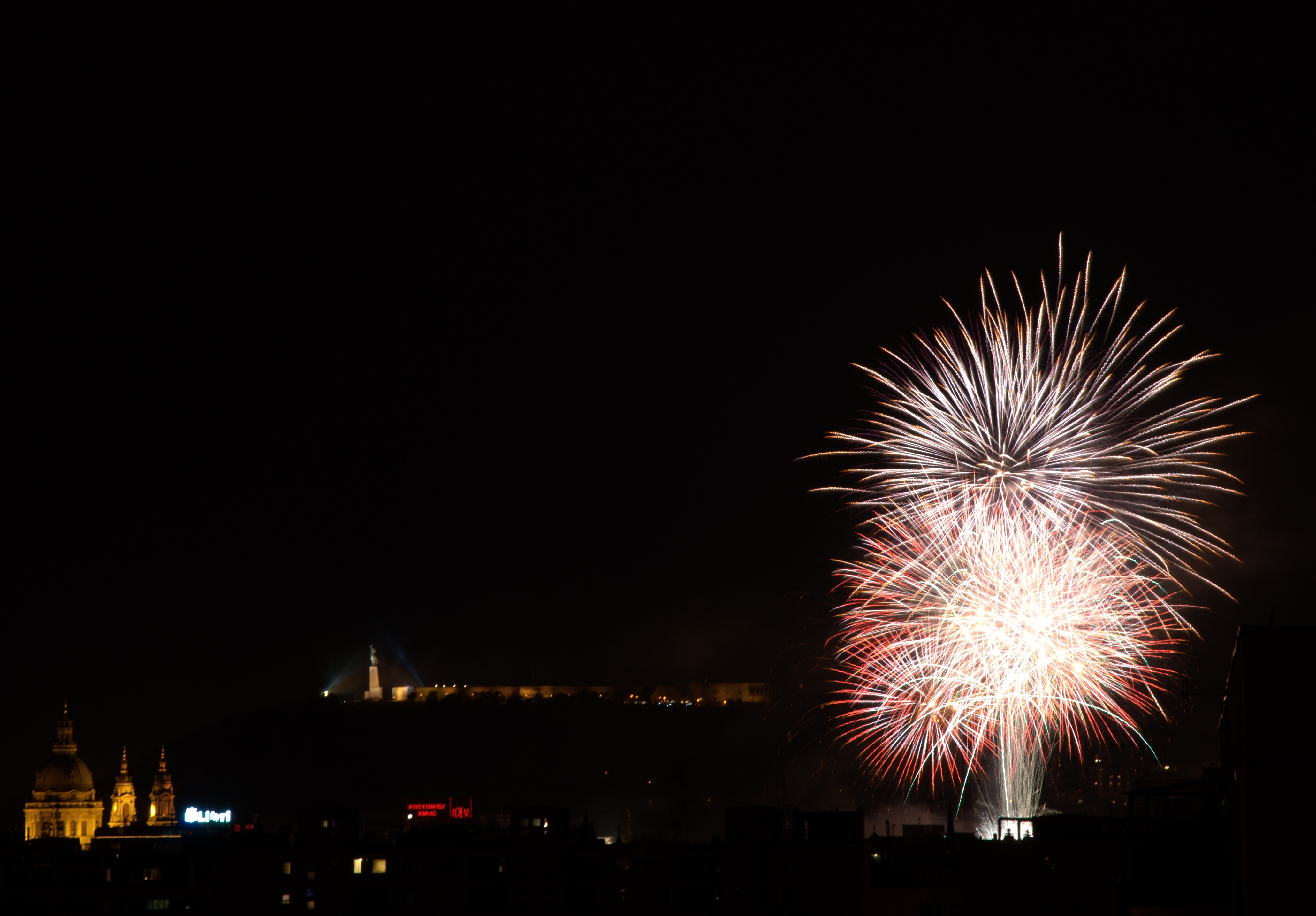
Bắn pháo hoa vào dịp lễ Thánh Stephen ở Budapest (Hungary) năm 2010

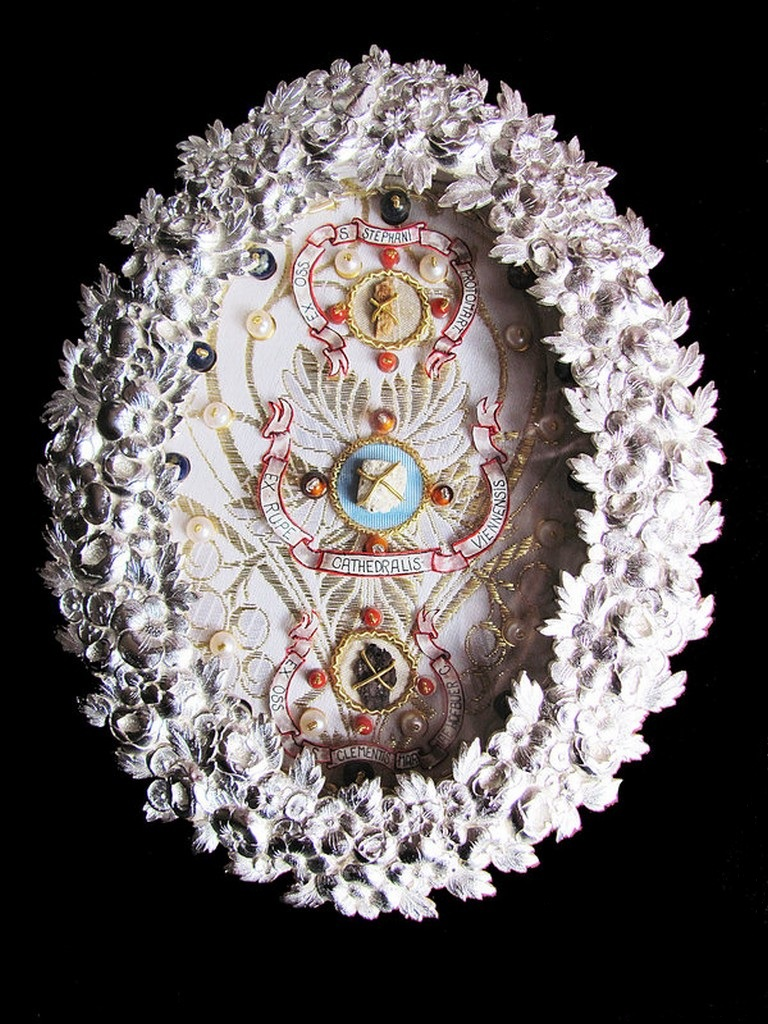
Thánh tích của Thánh Stephen ở Greek Catholic Cathedral of Hajdúdorog, Hungary

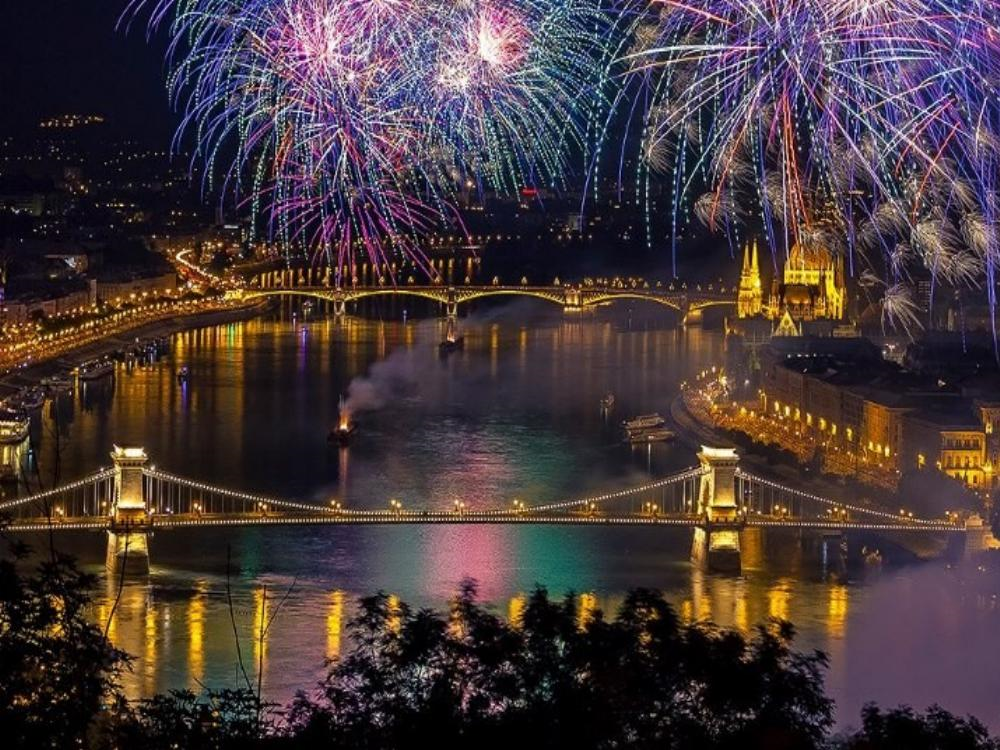
Pháo hoa ở Budapest vào ngày lễ Thánh Stephen

Trong ngày lễ thánh Stephen diễn ra, một chiếc hộp đựng di vật của cánh tay phải của Thánh Stephen trong các đám rước trên khắp các đường phố của Budapest. Ngày đó, những tràng pháo hoa và các buổi diễu hành diễn ra linh đình, đặc biệt vào chiều tối khi nhiều người dân đứng trên bờ sống Danube chứng kiến loạt bắn pháo hoa lớn.